# William Kanengiser
William Kanengiser (Orange, Nueva Jersey, 22 de julio de 1959) es un guitarrista clásico, fundador del grupo Los Angeles Guitar Quartet.

## Biografía
Estudió en la USC Thornton School of Music.
En la 47.ª entrega de los premios Grammy de 2004, el álbum Guitar Héroes de su grupo Los Angeles Guitar Quartet, recibió el premio al mejor álbum crossover de música clásica.